# 146
Het jaar 146 is het 46e jaar in de 2e eeuw volgens de christelijke jaartelling.

## Gebeurtenissen

### Italië
- Faustina de Jongere krijgt van de Senaat de eretitel Augusta (keizerin van Rome) toegekend.

### China
- De 14-jarige Han Huandi (r. 146-168) regeert na het overlijden van Han Zhidi (vergiftiging) als keizer van het Chinese Keizerrijk.

## Overleden
- Han Zhidi (8), keizer van het Chinese Keizerrijk